# Bosselshausen
Bosselshausen es una localidad y comuna francesa, situada en el departamento de Bajo Rin en la región de Alsacia.
Fue creada como comuna tras su escisión de la de Kirrwiller por Decreto de la prefectura regional de 1 de enero de 2007 incrementando desde entonces el número de comunas francesa de 36 685 a 36 686, y las del departamento de Bajo Rin, de 526 a 527.